# Yu Eto
Yu Eto (衛藤 裕 Eto Yu?, nacido el 17 de octubre de 1983 en Fukuoka) es un futbolista japonés que se desempeña como centrocampista.

## Trayectoria

### Clubes
| Club             | País  | Año         |
| ---------------- | ----- | ----------- |
| Sagan Tosu       | Japón | 2006 - 2010 |
| Tokushima Vortis | Japón | 2011 - 2015 |
| Kataller Toyama  | Japón | 2016 - 2017 |

## Estadística de carrera

### J. League
| Club             | Año   | J. League | J. League | Copa J. League | Copa J. League | Total | Total |
| Club             | Año   | Part.     | Goles     | Part.          | Goles          | Part. | Goles |
| ---------------- | ----- | --------- | --------- | -------------- | -------------- | ----- | ----- |
| Sagan Tosu       | 2006  | 29        | 2         | -              | -              | 29    | 2     |
| Sagan Tosu       | 2007  | 22        | 2         | -              | -              | 22    | 2     |
| Sagan Tosu       | 2008  | 23        | 0         | -              | -              | 23    | 0     |
| Sagan Tosu       | 2009  | 1         | 0         | -              | -              | 1     | 0     |
| Sagan Tosu       | 2010  | 29        | 3         | -              | -              | 29    | 3     |
| Tokushima Vortis | 2011  | 37        | 4         | -              | -              | 37    | 4     |
| Tokushima Vortis | 2012  | 35        | 6         | -              | -              | 35    | 6     |
| Tokushima Vortis | 2013  | 7         | 0         | -              | -              | 7     | 0     |
| Tokushima Vortis | 2014  | 25        | 4         | 4              | 0              | 29    | 4     |
| Tokushima Vortis | 2015  | 12        | 1         | -              | -              | 12    | 1     |
| Kataller Toyama  | 2016  | 25        | 2         | -              | -              | 25    | 2     |
| Kataller Toyama  | 2017  | 21        | 3         | -              | -              | 21    | 3     |
| Total            | Total | 266       | 27        | 4              | 0              | 270   | 27    |